# Frederick Delius
Frederick Albert Theodore Delius (Bradford, 29 gennaio 1862 – Grez-sur-Loing, 10 giugno 1934) è stato un compositore inglese.

## Biografia
Figlio di un ricco commerciante tedesco (diventato cittadino britannico due anni prima) che lo voleva destinare ad una carriera d'affari, Delius dimostrò presto un’evidente predisposizione musicale, tant'è che già dal 1883 si volse interamente allo studio della composizione da autodidatta. Intellettualmente ed artisticamente crebbe solamente con l'aiuto dell'amico americano Thomas F. Ward, un organista provetto conosciuto in Florida, dove Delius soggiornò per diversi anni. Ritornato in Europa, prese lezioni al Conservatorio di Lipsia da Jadassohn e Reinecke. Tuttavia, più che dai suoi maestri ufficiali, fu profondamente influenzato dall’amico Edvard Grieg, come egli stesso dichiarò più volte,  Dal 1890 in poi visse principalmente in Francia, prima a Parigi, poi nella cittadina di Grez-sur-Loing, dove rimase dopo il suo matrimonio con l'attrice Jelka Rosen fino alla fine dei suoi giorni. Il suo ultimo decennio di vita fu tristissimo: paralitico e cieco, conservò comunque fino alla fine grande chiarezza intellettuale; si avvalse comunque della stretta collaborazione di Eric Fenby per trascrivere i suoi lavori. Tra i suoi più grandi amici si deve senza dubbio citare il compositore Peter Warlock.

## Caratteristiche principali della sua opera
Frederick Delius viene comunemente definito un compositore impressionista, sulla scorta delle innovazioni apportate da compositori quali Claude Debussy dopo il superamento del modello romantico e tardo-romantico. La sua opera, di carattere sostanzialmente meditativo e introverso, malinconico ed evocativo, naturalmente incline ad una forma non banale di descrittivismo musicale, risente delle influenze di Edvard Grieg, che di Delius fu amico. La scoperta e diffusione dell'opera di Delius è da attribuire principalmente al direttore d'orchestra Sir Thomas Beecham che nel 1907, in occasione di una visita londinese di Delius, rimase positivamente colpito dalla sua musica e ne interpretò gran parte della produzione, portandola all'attenzione del pubblico.
Tra i suoi lavori più noti si ricordano:
- On Hearing the First Cuckoo in Spring
- Brigg Fair
- Appalachia (variations on an Old Slave Song, per baritono, coro e orchestra)
- A Mass of Life, oratorio profano in 2 parti (su testi del Così parlò Zaratustra di Nietzsche) nel 1909 diretta da Thomas Beecham nella Queen's Hall di Londra
- A Village Romeo and Juliet dramma lirico in 1 prologo, 3 atti e 6 scene, libretto del compositore, Charles Francis Keary e Karl August Gerhardi - (1910) nel Royal Opera House, Covent Garden di Londra, diretto da Thomas Beecham
- Requiem
- Koanga (opera lirica)
- Margot la Rouge (opera lirica)
- In a Summer Garden
- Florida Suite
- Paris